# 플라타이아이 전투
플라타이아이 전투(Battle of Plataea)는 페르시아 제국 크세르크세스 1세의 원정 후 기원전 479년 8월 페르시아 잔존 세력과 페르시아 측에 붙은 그리스의 여러 폴리스에 대항하여 스파르타, 코린트, 아테네 등 그리스 연합군이 싸워서 이들을 격퇴한 전투이다. 우익에 붙은 스파르타 군만으로 대부분의 페르시아 군대를 물리쳤으며, 그것이 직접적인 승리의 요인으로 이어졌다.

## 배경
살라미스 해전으로 페르시아 군은 큰 손해를 입었지만, 여전히 전쟁을 계속할 충분한 전력을 보유하고 있었다. 그러나 살라미스에서의 대패에 실망한 크세르크세스 1세는 장군 마르도니오스(다리우스 1세의 사위)에게 페르시아 육군 30만명의 총 지휘권을 맡기고 귀국해 버렸다. 마르도니오스는 그 해는 일단 테살리아 지방으로 후퇴했고, 군량 수확을 마친 이듬해 기원전 479년에 다시 그리스 정복을 시작했다. 아테나이는 다시 살라미스로 소개했고, 페르시아 군은 아티카로 진군하여 이 땅을 정복했다. 아테네는 그리스 각지에 구원을 요청했고, 페르시아와 육상 결전을 호소했다.
물론 스파르타도 아테네의 구원 요청을 받았지만, 당시 스파르타의 지휘권을 쥐고 있던 왕족 파우사니아스는 아테나이에 원군을 보낼지 고민하고 있었다. 스파르타 국내의 많은 노예들이 페르시아 전쟁을 틈타 불온한 기운을 풍기고 있었기 때문에, 원정에서 노예 반란을 두려워했기 때문이다. 파우사니아스는 신탁을 받아 신들에게 그 결정을 맡기기로 했다. 그 때의 신탁은 ‘레오니다스의 원수를 갚아라’라는 것이었다. 이를 들은 파우사니아스는 원군을 보내기로 결심하고, 휘하의 스파르타 군과 함께 아테네로 원정을 떠났다.
페르시아 장군 마르도니오스는 마케도니아의 알렉산드로스 1세를 통해 대피하는 아테네 사람들에게 평화협상을 신청했지만 거부당했다. 그리스 연합군은 당초 아티카 지방의 트리야 평원에서 결전을 벌일 예정이었지만, 페르시아 군이 아테나이를 파괴한다고 테바이에 있는 보이오티아 지방으로 후퇴했기 때문에 그리스 연합군은 이를 쫓는 형태가 되었다. 파우사니아스 휘하의 스파르타 군은 코린트 부근에서 펠로폰네소스반도의 여러 폴리스 군을 기다렸고, 곧 엘레프시나에서 아테네 군과 합류했다. 그리스 연합군은 이곳에서 북상하는 페르시아 군의 기병을 경계하며, 키타이론 산 기슭에 포진하여 페르시아 군과 대치했다.

## 전초전
그리스 연합군이 키타이론 산록에서 꿈쩍도 하지 않았기 때문에 마르도니오스는 기병의 전개 할 수 있는 평원까지 그들을 끌어내고, 도발을 하기 위해 기병대를 보냈다. 마르도니오스의 명령을 받은 마시스티오스가 이끄는 기병대는 페르시아 선발대로 그리스 군에게 돌격하여 피해를 입혔다. 이 공격에 노출된 메가라 군은 구원을 청했고, 아테네의 정예 부대는 궁병을 데리고 급히 가서 먼저 사령관 마시스티오스를 죽였다. 페르시아 기병은 그의 시체를 회수하기 위해 그리스 군을 향해 돌격을 반복했지만, 그리스는 증원을 통해 돌격을 막아냈다. 결국 그들은 뜻을 이루지 못하고 마르도니오스의 진영으로 철수했다. 이것으로 사기가 올라간 그리스 연합군은 플라타이아이로 내려왔다.
양군은 그대로 10일간 대치를 하였지만, 11일째에 마르도니오스가 기병대 돌격을 지시했고, 그리스의 급수지인 가라피아의 샘을 유린하고 물과 보급로를 위협하자 그리스인은 한밤중에 후퇴를 할 수밖에 없는 처지에 놓였다. 그러나 스파르타 군은 “밤에 철수하는 것은 도망치는 것과 같은 불명예스러운 짓”이라며 후퇴를 거부했고, 결국 스파르타가 후퇴하기 시작한 것은 해가 뜬 후였다. 좌익에 포진한 스파르타 군의 고립을 우려한 아테네 군과 메가라 군이 여전히 플라타이아이에 포진하고 있었지만, 중앙의 다른 폴리스 군은 후퇴를 해버렸기 때문에 전장은 우익의 스파르타와 테게아, 좌익의 아테네와 메가라 만이 있었다.
스파르타 군의 철수를 본 마르도니오스는 적이 두려워서 도망간다고 착각하고, 전군에 추격 명령을 내렸다. 이렇게 플라타이아이 전투의 막이 올랐다.

## 전투 과정

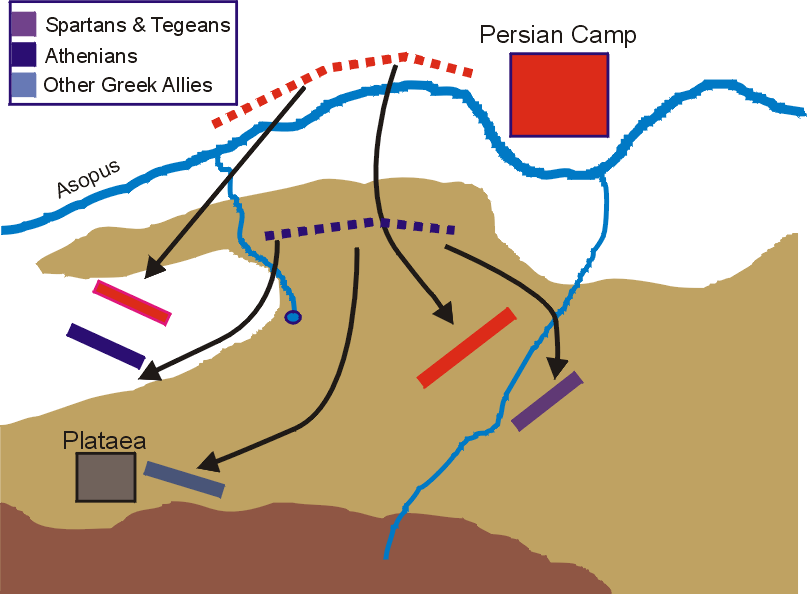
페르시아 전군은 스파르타 군(오른쪽), 그리스 용병군은 아테네 군(왼쪽)에게 돌격했다.

마르도니오스의 주력 부대인 페르시아 군(페르시아, 메디아, 그리고 인도와 박트리아 등으로 이루어진 외국인)이 일제히 스파르타 군을 급습했다. 그러나 마르도니오스의 추격 명령은 갑작스럽게 내려진 것이었기 때문에 전열은 흐트러졌으며, 공격도 산발적이었다. 그리스 용병군을 제외하고, 페르시아 전군이 스파르타 군에게 화살을 집중적으로 쏟아붓고 있음을 확인한 파우사니아스는 곧바로 좌익 아테나이에 지원을 요청하고, 자신은 전투의 길흉을 점쳤다. 첫 번째 점이 불길하게 나왔기 때문에 스파르타 군에게 응전을 자제시키고, 다시 길흉을 점쳤다. 그동안 스파르타 군은 일방적인 방어전을 펼쳤으며, 적의 흐트러진 전열 덕분에 사상자는 소수에 그쳤다.
한편, 아테네는 스파르타의 요청을 듣고 페르시아 군에 포위되어 있는 스파르타 군 쪽으로 급히 이동하려 했다. 그러나 적의 우익에 배치되어 있던 그리스 용병군이 아테네 군으로 돌격해오자 아테네 군은 그리스 용병군과 교전을 할 수밖에 없었고, 스파르타를 지원하는 것은 불가능했다.
파우사니아스는 두 번째 점에서 결국 길(吉)한 결과를 얻을 수 있었다. 이 순간에 스파르타 전군에 공격 명령을 내렸고, 명령을 들은 스파르타 군은 즉시 대열을 갖추고 외침을 울렸다. 지금까지 저항을 하지 않던 스파르타 군이 일제히 대열을 맞추고, 포효를 하자 페르시아 군은 혼란에 빠져 허둥거렸다. 스파르타 군은 공격을 시작했고, 장비와 숙련도에 떨어지는 페르시아 군은 스파르타 군에게 유린을 당했다. 그래도 수적으로 훨씬 우세했던 페르시아 군은 그 중압감을 극복하고자 스파르타 군에게 쉬지 않고 몰려들어 와 스파르타군의 긴 창을 잡아 꺾어 무력화시키려 했다. 스파르타 군은 창이 부러지면 단검을 뽑아 페르시아 군에 맞섰다.
전투는 치열하게 오랫동안 진행되었으며, 스파르타 군은 수적 차이를 아랑곳하지 않고 페르시아 군을 물리쳤다. 마르도니오스는 1,000명의 친위대와 함께 전장에서 지휘를 하고 있었지만, 스파르타 경장보병이 던진 돌멩이에 목숨을 잃었다. 지휘관을 잃은 페르시아 군은 점점 열세가 되었고, 결국 완패했다.
후퇴한 여러 폴리스 연합군은 전투에 참여조차 하지 않았고, 아테네는 여전히 그리스 용병 부대에 발이 묶여 있었다. 결과적으로 30만에 달한다고 알려진 페르시아 전군을, 그에 비하면 훨씬 소수의 스파르타 군으로 무찌르게 되는 무시무시한 대회전이었다. 또한 페르시아 장군을 죽여 신탁에서 내린 레오니다스의 복수가 완수되었다.
패주한 페르시아 군은 후방에 구축했던 야영지로 도주하였고, 그곳에서 농성전을 하게 되었다. 이 야영지에는 성벽이 설치되어 있었으며, 포위 공격이 익숙하지 않았던 스파르타 군은 고전하고 있었다. 거기에 그리스 용병군을 물리치고 아테네 군이 합류하며, 불굴의 정신으로 성벽을 넘어 돌입했고, 이를 실마리로 하여 스파르타 군대도 일시에 밀려들며, 페르시아의 야영지를 공략하는데 성공했다. 살아남은 페르시아 패잔병은 테바이로 도망쳤다.

## 결과
플라타이아 전투는 스파르타와 아테네 군의 압승이었다. 이 전투에서 페르시아 군은 20만명 이상이 전사했다. 한편, 스파르타 군의 전사자는 91명, 아테네 군은 52명뿐이었다고 한다. 플루타르코스는 그리스 측도 1000명 정도의 전사자가 나왔다고 밝히고 있지만, 그럼에도 불구하고 큰 승리임에는 변함이 없다. 스파르타 군은 〈테르모필레 전투〉에서 전사한 레오니다스의 복수를 완수할 수 있었다.
이후, 테바이는 그리스 연합군에게 공략되고, 그리스 본토에서 페르시아 세력은 전멸당했다. 이 패전으로 페르시아의 그리스 본토의 침략은 실패로 끝났고, 실패한 〈이오니아 반란〉으로 페르시아에 종속되어 있던 이오니아 등 여러 도시의 독립에 지대한 영향을 주었다.

## 양군의 전력

### 그리스 연합군

#### 중장보병
| 스파르타 군:               | 10,000명 |
| 아테네 군:                 | 8,000명  |
| 코린트 군:                 | 5,000명  |
| 메가라 군:                 | 3,000명  |
| 시키온 군:                 | 3,000명  |
| 테게아 군:                 | 1,500명  |
| 트로이아젠 군:             | 1,000명  |
| 프레이우스 군:             | 1,000명  |
| 에피다우로스 군:           | 800명    |
| 레우카스, 아나쿠트리온 군: | 800명    |
| 프라타이아 군:             | 600명    |
| 에레트리아, 스테에라 군:   | 600명    |
| 올코메노스 군:             | 600명    |
| 앙브라키아 군:             | 500명    |
| 칼키스 군:                 | 400명    |
| 미케네, 티룬스 군:         | 400명    |
| 포테이다이아 군:           | 300명    |
| 헬미오네 군:               | 300명    |
| 레프레온 군:               | 200명    |
| 팔레 군:                   | 200명    |
| 합계                       | 38,700명 |

#### 경장보병
| 스파르타 군:   | 35,000명 |
| 그리스 연합군: | 34,500명 |
| 테스피아이 군: | 1,800명  |
| 합계           | 71,300명 |

### 페르시아 군
| 페르시아 인: | 130,000명 |
| 메디아 인:   | 97,000명  |
| 그리스 용병: | 50,000명  |
| 박트리아 인: | 37,000명  |
| 사카이 인:   | 22,000명  |
| 인도 인:     | 14,000명  |
| 합계         | 350,000명 |